# Liga Narodów UEFA (2024/2025)/Grupa B1
W Grupie B1 Ligi Narodów UEFA 2024/25 brały udział następujące zespoły:
- Albania
- Czechy
- Gruzja
- Ukraina

## Tabela
| Lp. | Drużyna       | M | Z | R | P | B+ | B- | +/– | Pkt | Awans, kwalifikacja lub spadek |  | Czechy | Ukraina | Gruzja | Albania |
| --- | ------------- | - | - | - | - | -- | -- | --- | --- | ------------------------------ |  | ------ | ------- | ------ | ------- |
| 1   | Czechy (A)    | 6 | 3 | 2 | 1 | 9  | 8  | +1  | 11  | awans do Dywizji A             |  |        | 3–2     | 2–1    | 2–0     |
| 2   | Ukraina (B)   | 6 | 2 | 2 | 2 | 8  | 8  | 0   | 8   | baraż o awans                  |  | 1–1    |         | 1–0    | 1–2     |
| 3   | Gruzja (B, O) | 6 | 2 | 1 | 3 | 7  | 6  | +1  | 7   | baraż o utrzymanie             |  | 4–1    | 1–1     |        | 0–1     |
| 4   | Albania (S)   | 6 | 2 | 1 | 3 | 4  | 6  | −2  | 7   | spadek do Dywizji C            |  | 0–0    | 1–2     | 0–1    |         |

1. 1 2  Większa różnica bramek we wszystkich meczach grupowych: Gruzja +1, Albania -2.

## Wyniki
| 7 września 2024 | Gruzja                                                                       | 4:1   | Czechy      |                                                                              |
| 18:00 CET       | Kwaracchelia 33' (k.) · Czakwetadze 53' · Mikautadze 63' · Koczoraszwili 66' | (1:0) | 80' Kalvach | Stadion im. Micheila Meschiego, Tbilisi Widzów: 20 401 Sędzia: Orel Grinfeld |

| 7 września 2024 | Ukraina     | 1:2   | Albania                 |                                                                    |
| 20:45 CET       | Konopla 49' | (0:0) | 54' Ismajli · 66' Asani | Generali Arena, Praga (Czechy) Widzów: 15 500 Sędzia: Luís Godinho |

| 10 września 2024 | Albania | 0:1   | Gruzja            |                                                                |
| 20:45 CET        |         | (0:0) | 71' Koczoraszwili | Arena Kombëtare, Tirana Widzów: 20 400 Sędzia: Erik Lambrechts |

| 10 września 2024 | Czechy                            | 3:2   | Ukraina                 |                                                         |
| 20:45 CET        | Šulc 21', 45+2' · Souček 79' (k.) | (2:1) | 37' Wanat · 84' Sudakow | Fortuna Arena, Praga Widzów: 18 722 Sędzia: John Beaton |

| 11 października 2024 | Ukraina    | 1:0   | Gruzja |                                                                          |
| 20:45 CET            | Mudryk 35' | (1:0) |        | Stadion Poznań, Poznań (Polska) Widzów: 21 700 Sędzia: Julian Weinberger |

| 11 października 2024 | Czechy        | 2:0   | Albania |                                                             |
| 20:45 CET            | Chorý 3', 63' | (1:0) |         | Generali Arena, Praga Widzów: 17 823 Sędzia: Benoît Bastien |

| 14 października 2024 | Gruzja | 0:1   | Albania     |                                                                               |
| 18:00 CET            |        | (0:1) | 48' Asllani | Stadion im. Micheila Meschiego, Tbilisi Widzów: 19 981 Sędzia: Danny Makkelie |

| 14 października 2024 | Ukraina         | 1:1   | Czechy   |                                                                                     |
| 20:45 CET            | Dowbyk 53' (k.) | (0:1) | 18' Červ | Stadion Miejski, Wrocław (Polska) Widzów: 14 734 Sędzia: Guillermo Cuadra Fernández |

| 16 listopada 2024 | Gruzja              | 1:1   | Ukraina              |                                                              |
| 18:00 CET         | Mikautadze 53' (k.) | (0:1) | 7' (sam.) Kwirkwelia | Stadion Batumi, Batumi Widzów: 19 120 Sędzia: Chris Kavanagh |

| 16 listopada 2024 | Albania | 0:0   | Czechy |                                                               |
| 20:45 CET         |         | (0:0) |        | Arena Kombëtare, Tirana Widzów: 20 800 Sędzia: Sandro Schärer |

| 19 listopada 2024 | Czechy               | 2:1   | Gruzja         |                                                                       |
| 20:45 CET         | Šulc 3' · Hložek 24' | (2:0) | 60' Mikautadze | Andrův stadion, Ołomuniec Widzów: 12 221 Sędzia: Anastasios Papapetru |

| 19 listopada 2024 | Albania          | 1:2   | Ukraina                      |                                                              |
| 20:45 CET         | Bajrami 75' (k.) | (0:2) | 5' Zinczenko · 10' Jaremczuk | Arena Kombëtare, Tirana Widzów: 20 547 Sędzia: João Pinheiro |

## Strzelcy

### 3 gole
- Pavel Šulc
- Georges Mikautadze

### 2 gole
- Tomáš Chorý
- Giorgi Koczoraszwili

### 1 gol
- Jasir Asani
- Kristjan Asllani
- Nedim Bajrami
- Ardian Ismajli
- Lukáš Červ
- Adam Hložek
- Lukáš Kalvach
- Tomáš Souček
- Giorgi Czakwetadze
- Chwicza Kwaracchelia
- Artem Dowbyk
- Roman Jaremczuk
- Juchym Konopla
- Mychajło Mudryk
- Heorhij Sudakow
- Władysław Wanat
- Ołeksandr Zinczenko

### Gole samobójcze
- Solomon Kwirkwelia (dla Ukrainy)